# (30955) Weiser
Pour les articles homonymes, voir Weiser.
(30955) Weiser est un astéroïde de la ceinture principale.

## Description
(30955) Weiser est un astéroïde de la ceinture principale. Il fut découvert le 12 août 1994 à La Silla par Eric Walter Elst. Il présente une orbite caractérisée par un demi-grand axe de 3,19 UA, une excentricité de 0,17 et une inclinaison de 6,9° par rapport à l'écliptique.

## Compléments